# Картлево (Голеньовський повіт)
Картлево (пол. Kartlewo, нім. Kartlow) — село в Польщі, у гміні Пшибернув Голеньовського повіту Західнопоморського воєводства.
Населення — 230 осіб (2011).
У 1975-1998 роках село належало до Щецинського воєводства.

## Демографія
Демографічна структура станом на 31 березня 2011 року:
|          | Загалом | Допрацездатний вік | Працездатний вік | Постпрацездатний вік |
| -------- | ------- | ------------------ | ---------------- | -------------------- |
| Чоловіки | 116     | 34                 | 70               | 12                   |
| Жінки    | 114     | 28                 | 66               | 20                   |
| Разом    | 230     | 62                 | 136              | 32                   |